# Cucurbita argyrosperma
Espèce
Classification phylogénétique
Cucurbita argyrosperma (la courge du Mexique) est une espèce de plantes à fleurs de la famille des Cucurbitaceae, originaire du sud du Mexique. Cette plante herbacée annuelle rampante est cultivée en Amérique comme plante alimentaire, à la fois pour ses fleurs, ses jeunes pousses et ses fruits, mais surtout pour ses graines, qui servent, moulues ou grillées, à la préparation de nombreuses sauces.
C'est la moins diffusée hors d'Amérique des espèces cultivées de Cucurbita, mais elle a été récemment l'objet d'études importantes et s'est répandue aux États-Unis sous le nom de Cushaw.

## Caractéristiques
Cucurbita argyrosperma est une plante herbacée annuelle caulescente, rampante ou grimpante ; sa tige montre des trichomes courts, durs et anguleux. La pilosité de la plante peut varier de légèrement velue à hirsute. Les racines sont fibreuses et superficielles, et des vrilles apicales la fixent à la végétation et au sol.
Les feuilles, au limbe tacheté de blanc, sont grandes, ovales et cordées, légèrement trilobées, aux lobes elliptiques ou triangulaires, atteignant de 30 à 40 cm en longueur et en largeur, aux bords serrés ou dentés, avec un pétiole allant jusqu'à 30 cm de long.
La plante est invariablement monoïque ; les fleurs sont solitaires, axillaires et pentamères, aux pétales charnus et succulents. Les fleurs mâles atteignent les 35 cm de large, ont un calice de forme campanulée, avec des sépales lancéolés ou foliacés ; la corolle est tubulaire ou campanulée, jaune-orangé, pentalobulée, avec trois étamines. Les fleurs femelles ont un pédoncule épais et robuste, et un ovaire globuleux à conique, piriforme, multiloculaire. Les stigmates, au nombre de trois, sont lobés.
La forme de l'ovaire détermine celle du fruit, une péponide (baie modifiée) d'environ 50 cm de long. Elle est lisse et piriforme, l'extrémité la plus étroite étant droite ou légèrement incurvée. L'écorce est verte ou blanche, généralement irrégulière. La chair, de texture ferme, est blanchâtre, jaune ou verdâtre. À l'intérieur du fruit, se trouvent jusqu'à 200 graines elliptiques, aplaties, blanc-grisâtre ou jaunâtres, d'environ 1,5 × 3,5 cm, avec une amande blanche, douce et riche en huile.

## Habitat et distribution
Cucurbita argyrosperma présente trois cultivars de distribution bien différenciée, mais en général cultivés en zones chaudes, relativement sèches, avec une saison pluvieuse nettement délimitée ; elle peut atteindre 1800 mètres d'altitude, mais tolère mal les basses températures. Elle requiert un sol fertile, humide mais bien drainé, et une exposition ensoleillée et protégée du vent. Elle résiste mal aux gelées et à la sécheresse ; les racines souffrent aussi en cas d'excès de pluies.
La domestication de la courge mexicaine s'est probablement réalisée au Mexique il y a plus de 7000 ans.
Deux sous-espèces ont été reconnues : Cucurbita argyrosperma subsp. sororia et Cucurbita argyrosperma subsp. argyrosperma. La première (syn. Cucurbita sororia) semble être la plus proche de l'ancêtre sauvage ; elle pousse à l'état naturel du Mexique au Nicaragua.
La seconde  (syn. Cucurbita palmieri) pousse à l'état sauvage dans le nord-est du Mexique, et inclut les trois variétés cultivées : Cucurbita argyrosperma subsp. argyrosperma var. argyrosperma, Cucurbita argyrosperma subsp. argyrosperma var. stenosperma et Cucurbita argyrosperma subsp. argyrosperma var. callicarpa, selon le degré présumé de sélection.
Parmi celles-ci, la première (commercialisée sous le nom de 'Silverseed') se cultive surtout pour ses graines, principalement dans le nord du Mexique et en Floride.
La seconde se cultive au Mexique pour la chair du fruit, tandis que la dernière ('Cushaw' ou 'Green-stripe') se cultive aux États-Unis et au Japon pour ses fruits.
Des variétés similaires à cette dernière, mais incertae sedis, sont cultivées au Pérou et en Argentine. Dans le Vieux Monde, sa présence est minime.
Cucurbita argyrosperma ne s'hybride pas spontanément avec les autres espèces du genre.

## Utilisations
Les fleurs, les pousses, les tiges et les fruits imatures de Cucurbita argyrosperma se consomment comme légumes. Dans le sud du Mexique, les variétés sauvages, plus amères, s'emploient également à cet effet, une fois soigneusement lavées et nettoyées pour éliminer la cucurbitine. Le fruit mûr est grillé pour préparer des tartes ou employé pour nourrir les animaux.
L'utilisation principale est celle des graines, qui sont grillées ou torréfiées, et incorporées dans diverses sauces, telles que le pipián de carne et le mole verde.
La chair est employée, en médecine, contre les brûlures et l'eczéma.

## Culture
Cucurbita argyrosperma se reproduit uniquement par graines. le semis se fait au début de la saison des pluies.
Le cycle végétatif varie selon l'utilisation prévue de la plante et les caractéristiques du cultivar. Il va de trois mois pour les pousses et les fruits verts jusqu'à six mois pour le fruit complètement mûr.
Dans les régions  — comme Oaxaca et Sonora — où le sol permet de retenir l'humidité, on sème parfois la plante en saison sèche et on l'irrigue légèrement. Elle demande beaucoup moins d'humidité que les autres Cucurbitacées pour germer, c'est pourquoi dans certaines régions on la plante immédiatement après avoir brûlé les restes de la récolte précédente, avant que les pluies ne favorisent l'apparition d'herbes adventices. Elle est parfois associée dans les mêmes parcelles avec le maïs (Zea mays) et les haricots (Phaseolus vulgaris) selon la technique des trois sœurs.